# Samuel Hernández
Samuel Hernández, (Caguas, Puerto Rico, 26 de septiembre de 1972) es un cantante y compositor puertorriqueño de Música cristiana evangélica. Algunas de sus canciones han recibido gran acogida por parte del público en general. Su álbum de 2003, Jesús siempre llega a tiempo, fue uno de los primeros álbumes cristianos puertorriqueños más vendidos. Participó junto a Marcos Witt en el Coliseo José Miguel Agrelot en 2009. Su canción más conocida es «Levanto mis manos», que ocupó el puesto 32 en la lista Billboard Latin Pop Airplay.
Estuvo nominado en los Premios Grammy Latinos como Mejor Álbum Cristiano en 2004.

## Biografía
Samuel Hernández Vega nació en Caguas, Puerto Rico. Su primera producción fue Un Sueño Hecho Realidad ("Un sueño hecho realidad"), estrenada en 1993. Posteriormente, se graduó en Contaduría y Mercadeo en la Universidad Ana G. Méndez, con excelentes calificaciones, y comenzó a ejercer su profesión, sin embargo, un accidente automovilístico cambia el rumbo de su vida.
Samuel expresó que recibió el llamado directo a cantar y depender totalmente de Dios. Luego de ese evento, lanzó su segundo disco "Soy Una Nueva Vasija", que incluye la canción «De lo más profundo».
Su tercer disco, Faltan 5 para las 12: ¡Llegó Jesús!, se convirtió en disco de oro apenas unos meses después de su lanzamiento a mediados del 2000. Fue la única producción cristiana en Puerto Rico que ha logrado ocupar, durante 20 semanas consecutivas, la posición # 1 en las estaciones de radio cristianas con el tema principal. Dos años más tarde estrena Jesús Siempre Llega a Tiempo, continuación de su anterior producción.
Después de esto, siguieron muchas producciones muy bien recibidas, que lograron ingresar a las listas de Billboard, como Por Si No Hay Mañana, Inyección de Fe y el recopilatorio Éxitos. Además, participó como actor de reparto en la película autobiográfica de Santito, junto a otros artistas como Manny Montes, Redimi2, Félix Trinidad, Abraham Velázquez, entre otros. Me conecta al Cielo, noveno disco de Hernández, llegó en 2015. Este contiene el sencillo «En Ti Lo Tengo Todo», con el que debutó en el género bachata.
En los últimos años, lanzó los discos Duetos, que contenía pasadas colaboraciones con Zammy Peterson, Funky, Melvin Ayala, Maso, entre otros, el álbum en vivo Gracias Señor Live, y Hay Poder en la Sangre de Jesús.
Interpretó en dos ocasiones su canción «Levanto mis manos» junto a Farruko, en conciertos realizados en Puerto Rico por el reggaetonero.

## Discografía
| Título                                 | Posiciones más altas | Posiciones más altas | Posiciones más altas | Posiciones más altas |
| Título                                 | Billboard TLA        | Billboard LPA        | Billboard TCA        | Billboard HA         |
| -------------------------------------- | -------------------- | -------------------- | -------------------- | -------------------- |
| Un sueño hecho realidad (1993)         | —                    | —                    | —                    | —                    |
| Soy una vasija nueva (1997)            | —                    | —                    | —                    | —                    |
| Dios siempre tiene el control (1999)   | —                    | —                    | —                    | —                    |
| Faltan 5 pa las 12 llegó Jesús (2000)  | —                    | —                    | —                    | —                    |
| Jesús siempre llega a tiempo (2004)    | 36                   | 10                   | —                    | —                    |
| En vivo desde Bellas Artes (2008)      | —                    | —                    | —                    | —                    |
| Por si no hay Mañana (2009)            | 14                   | 5                    | —                    | 18                   |
| Inyección de Fe (2012)                 | 30                   | 11                   | —                    | 44                   |
| Éxitos (2013)                          | —                    | —                    | —                    | —                    |
| Me Conecta al Cielo (2015)             | —                    | —                    | —                    | —                    |
| Duetos (2016)                          | —                    | —                    | —                    | —                    |
| Gracias Señor En Vivo (2017)           | —                    | —                    | —                    | —                    |
| Hay Poder en la Sangre de Jesús (2019) | —                    | —                    | —                    | —                    |
| Duetos (Deluxe) (2022)                 | —                    | —                    | —                    | —                    |

## Filmografía
| Año  | Título               | Papel        | Ref.   |
| ---- | -------------------- | ------------ | ------ |
| 2005 | Imitadores de Cristo | Protagonista | [ 27 ] |
| 2009 | Santito: La Película | Reparto      | [ 28 ] |